# Kolejový obvod
Kolejový obvod je součást zabezpečovacího zařízení dráhy. Slouží k zjištění volnosti kolejového úseku, případně též k přenosu informace na drážní vozidlo.

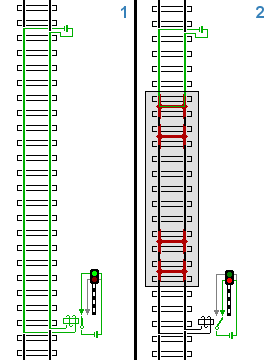
Paralelní kolejový obvod. (1) V klidu prochází proud cívkou relé. (2) Náprava vlaku zkratuje zdroj proudu i cívku relé a signalizace volné trati tak je vypnuta.

## Funkce kolejového obvodu
Kolejový obvod funguje na principu průchodu elektrického proudu přes kolejnice, dvojkolí drážních vozidel a kolejový přijímač (např. relé), jehož výstup je zapojený do navazujícího zabezpečovacího zařízení (ZZ). Kolejové obvody lze rozdělit do dvou základních skupin:
- sériové (železniční dvojkolí a kolejový přijímač jsou zapojeny v sérii) – slouží ke spolehlivé detekci obsazení nebo průjezdu kolejového úseku (koleje) vlakem. Při obsazení kolejového úseku vlakem se zvýší proud protékající kolejovým přijímačem a dojde k jeho vybuzení. V navazujícím ZZ se pak dotčený kolejový úsek vyhodnotí jako obsazený.
- paralelní (železniční dvojkolí a kolejový přijímač jsou zapojeny paralelně) – slouží k bezpečné detekci volnosti kolejového úseku (koleje). Při obsazení kolejového úseku vlakem nebo při každé uvažované poruše (např. lom kolejnice) se sníží proud protékající kolejovým přijímačem a dojde k jeho odbuzení. V navazujícím zabezpečovacím zařízení se pak dotčený kolejový úsek vyhodnotí jako obsazený.

K bezpečné detekci volnosti koleje se používají výhradně paralelní kolejové obvody (PKO), protože při poruše hlásí bezpečnější stav "obsazeno". PKO se také používají k vyhodnocení průjezdu vlaku kolejovými úseky (úsekem) - při správné sekvenci postupného obsazení a uvolnění dvou či více PKO se v navazujícím ZZ vyhodnotí průjezd vlaku naposledy uvolněným úsekem. Tato funkce se používá především ve staničních ZZ k rušení závěru jízdních cest, u traťových ZZ pak pro účely tzv. úplné blokové podmínky.
Sériové kolejové obvody se používají ke spolehlivému vyhodnocení obsazení koleje nebo průjezdu vlaku kolejovým úsekem. Používají se např. při uvolňování závěru vlakových cest nebo ke kontrole průjezdu vlaku prostorem přejezdu. Při poruše hlásí bezpečnější stav "vlak kolejovým úsekem neprojel".
Paralelní kolejový obvod lze zjednodušeně popsat následovně: K jednomu konci elektrického kolejového úseku je připojen zdroj napětí. Ke druhému konci je připojena výstroj kolejového přijímače. Pokud se na koleji nenachází žádné kolejové vozidlo a nedošlo k lomu kolejnice či jiné uvažované poruše, protéká kolejovým přijímačem proud dostatečný k jeho vybuzení. V navazujícím ZZ je dotčený kolejový úsek vyhodnocen jako volný. Pokud je kolejový úsek obsazený vlakem nebo pokud došlo k lomu kolejnice či jiné uvažované poruše, kolejovým přijímačem teče malý nebo žádný proud, dojde k jeho odpadu a v navazujícím ZZ se kolejový úsek vyhodnotí jako obsazený.

## Kolejové obvody a elektrická trakce
Původní kolejové obvody používaly pro svou funkci stejnosměrný proud. Z důvodu možného ovlivnění bezpečné funkce KO (např. zpětnými proudy stejnosměrné trakce) se postupně přešlo na střídavý signální proud. Dále se zaváděním elektrické trakce (a elektrického vytápění) vzniknul problém zajištění průtoku zpětných trakčních (a topných) proudů kolejovým vedením. Tento problém je v praxi vyřešen následujícími způsoby:
- Jednopásové kolejové obvody - zpětný trakční proud je veden pouze jednou kolejnicí, zatímco druhou prochází signální proud kolejového obvodu. Trakční kolejnice dvou sousedních, izolovaných kolejových obvodů se zpravidla propojují kosou propojkou, nepoužívají se stykové transformátory. Alternativně k použití kosých propojek je možné izolované styky zřídit pouze v jedné z kolejnic a druhou ponechat průběžně vodivou. Nutnou podmínkou k tomu je fázová nebo frekvenční ochrana sousedních KO.
- Na tratích elektrické trakce se jednopásové KO nově nezřizují. U těch stávajících většinou není zajištěna detekce lomu trakční kolejnice, protože trakční kolejnice souběžných kolejí spolu musí být vodivě propojeny lany pro spolehlivé zajištění odvodu zpětného trakčního proudu.
- Na tratích nezávislé trakce jednopásové KO bezpečně detekují lom kolejnice, pokud jsou splněny podmínky pro mezikolejové propojení a místa připojení neomezeně nízkých zemních impedancí (vzdálenost Lpr a 2x Lpr). Podmínky pro detekci lomu kolejnice jsou zde v zásadě stejné, jako u dvoupásových KO.

- Dvoupásové kolejové obvody - v bezporuchovém ideálním stavu je zpětný trakční proud odváděn symetricky oběma kolejnicemi. Odvod zpětného trakčního proudu mezi dvěma sousedními KO přes izolované styky je zajištěn pomocí stykových transformátorů. Stykový transformátor je zapojen tak, aby se v jeho magnetickém obvodu magnetické toky vyvolané průchodem zpětného trakčního proudu vzájemně odečítaly (působí na polovinách vinutí proti sobě). Na signální (doplňující) vinutí v ideálním případě nepůsobí žádné rušivé napětí, a lze tak oddělit zpětný trakční proud od signálního proudu kolejového obvodu. V praxi ovšem odchází k jisté asymetrii, v poruchovém stavu při lomu kolejnice pak ke 100 %. Může tak dojít k působení rušivého napětí na kolejový přijímač. Bezpečnost je zajištěna tím, že kolejové obvody pracují v chráněných kmitočtových pásmech, ve kterých jsou rušivé (potenciálně ohrožující) proudy hnacích vozidel striktně omezeny. Do kategorie dvoupásových KO lze také zařadit bezstykové KO.

- úplným oddělením napájení vozidel od koleje - v londýnském metru jsou užity dvě napájecí kolejnice. Původně bylo toto opatření přijato kvůli omezení bludných proudů, teprve později bylo využito k instalaci kolejových obvodů i ke sledování izolačního stavu vozidel.

## Kolejové obvody určené pro tratě nezávislé trakce
Jednopásové a dvoupásové kolejové obvody jsou určeny pro tratě elektrické i nezávislé trakce. Kromě toho lze však na tratích nezávislé trakce za určitých podmínek provozovat také bezprůtokové a částečně průtokové kolejové obvody. V obou případech se jedná o kolejové obvody bez stykových transformátorů.
- Bezprůtokové kolejové obvody - kolejové obvody ohraničené izolovanými styky, které se sousedními kolejovými obvody nejsou nijak galvanicky propojeny. Výhodou tohoto řešení je jednoduchá venkovní výstroj, a dále eliminace napěťových a impedančních vlivů mezi sousedními kolejovými obvody. Použití bezprůtokových kolejových obvodů je však omezeno pouze na tratě nezávislé trakce bez elektrického vytápění souprav. Bezprůtokové KO mohou zajišťovat přenos kódu LVZ.

- Částečně průtokové kolejové obvody - kolejové obvody ohraničené izolovanými styky, které jsou mezi sebou propojeny kosou propojkou. Kosé propojky jsou orientovány stejnolehle (rovnoběžně), takže galvanicky přímo propojují pouze dva sousední kolejové obvody. Ostatní KO jsou pak k těmto dvěma KO galvanicky připojeny nepřímo - přes zakončovací impedance napájecích a přijímacích konců KO. Detekce lomu kolejnice je u částečně průtokových KO bezpečně zajištěna v obou kolejnicových pásech, podobně jako u bezprůtokových KO. Aplikace částečně průtokových kolejových obvodů ve stanici je možná jedině s prvky omezujícími signální proud v obchozích cestách, které se v určitých místech kolejiště zapojí mezi sousední KO místo kosých propojek. Částečně průtokové KO mohou zajišťovat přenos kódu LVZ.